# 橋爪勇介
橋爪 勇介（はしづめ ゆうすけ、1983年 - ）は、日本の編集者。2024年時点で美術誌『美術手帖』編集長を務める。

## 来歴
三重県鈴鹿市出身。立命館大学国際関係学部を卒業した。
『新美術新聞』（美術年鑑社）記者を経て、2016年に美術出版社に入社した。入社後はWeb版『美術手帖』創刊業務に携わり、本誌副編集長を経て、2019年に編集長に就任した。